# Пензенска област
Пензенска област (на руски: Пе́нзенская о́бласть) е субект на Руската федерация, в Приволжкия федерален окръг. Площ 43 352 km2 (56-о място по големина в Руската Федерация, 0,25% от нейната площ). Население на 1 януари 2018 г. 1 331 621 души (35-о място в Руската Федерация, 0,91% от нейното население). Административен център град Пенза. Разстояние от Москва до Пенза 709 km.

## История на областта
Областният център Пенза е основан през 1663 г. като руска крепост на границата с „Дикое поле“, а през 1719 г. официално е утвърден за град. 27 години преди основаването на Пенза, през 1636 г. в региона е основана първата руска крепост, около която възниква селището Ломовска слобода, утвърдена за град под името Нижни Ломов през 1780 г. През 1779 г. за град е утвърдено селището Спаск (от 20 април 1925 до 13 октомври 2005 г. Беднодемяновск). През 1780 г. за градове са признати селищата: Кузнецк, Сердобск, Чембар (от 1947 г. Белински и Городище. Останалите четири града в областта са признати за такива през 1950-те години на ХХ в.
През 1719 г. е образувана Пензенската провинция в състава на Казанската губерния. На 15 септември 1780 г. е образувана отделна Пензенска губерния. На 5 март 1797 г. губернията е ликвидирана и град Пенза става център на уезд в Саратовска губерния. На 9 септември 1801 г. Пензенската губерния отново е възстановена и просъществува до 1928 г. когато е ликвидирана, Пенза става център на Пензенски окръг в Средневолжкия край, след това в Куйбишевския край, а от 1937 г. е районен център в Тамбовска област. На 4 февруари 1939 г. с Указ на Президиума на Върховния съвет на СССР Тамбовска област е разделена на две части и е създадена Пензенска област, която освен от Тамбовска област получава територии от Куйбишевска област (сега Самарска област) и Саратовска област.

## Географска характеристика
Пензенска област се намира в централната част на Европейска Русия, в Приволжкия федерален окръг. На север граничи с Република Мордовия, на изток – с Уляновска област, на юг – със Саратовска област, на запад – с Тамбовска област и на северозапад – с Рязанска област. В тези си граници заема площ от 43 352 km2 (56-о място по големина в Руската Федерация, 0,25% от нейната площ).
Територията на областта е разположена в района на Средното Поволжие. Голяма част от нея е заета от западните склонове на Приволжкото възвишение, силно разчленено от дълбоките речни долини на отделни възвишения и плоски гърбици с гъста мрежа от оврази и долове. Отделните възвишения и гърбици носят имената: Сурско плато (височина 270 – 300 m), Сурска Шишка (до 324 m), Сурско-Мокшанско възвишение и Керенски-Чембарско възвишение (височина до 292 m). В крайната западна част е разположена част от Окско-Донската равнина с височина 150 – 180 m.
Климатът е умереноконтинентален. Средна януарска температура от -11,3 °C до -13,3 °C, средна юлска – от 18,8 °C до 20,5 °C. Годишната сума на валежите варира от 680 mm на североизток до 550 mm на юг. Вегетационния период (минимална денонощна температура 5 °C) продължава от 125 дни на север до 139 дни на юг.
На територията на Пензенска област протичат 2746 реки (с дължина над 1 km) с обща дължина 15 458 km и те принадлежат към два водосборни басейна: на река Волга (около 2/3 от територията на областта) и на река Дон (около 1/3). Най-големите реки принадлежащи към басейна на Волга са Сура (десен приток на Волга) с притоците си Кадада, Уза, Айва, Инза и др. и Мокша (десен приток на Ока, която е десен приток на Волга). На юг протичат горните течения на реките Хопьор (ляв приток на Дон) и десният ѝ приток Ворона. Речната система на областта е гъста и разклонена, реките са с равнинен характер, имат бавно течение и широки заливни тераси. Имат смесено подхранване с преобладаване на снежното (около 60%). За тях е характерно високо пролетно пълноводие, лятно-есенно маловодие, нарушавано от епизодични прииждания в резултат на поройни дъждове и ясно изразено зимно маловодие. Замръзват в края на ноември или началото на декември, а се размразяват през първата половина на април.
В Пензенска област има около 4940 езера и изкуствени водоеми с обща площ около 228 km2, като сама 77 от тях са по-големи от 10 дка. Те са предимно крайречни (старици) и са разположени по долините на големите реки. Най-голямото естествено езеро с площ от 1,01 km2 е Бобровото езеро в Кузнецки район. Най-големия изкуствен водоем е Сурското водохранилище на река Сура.
Над 65% от територията на Пензенска област е заета от черноземни почви, като на север и северозапад те са предимно излужени и оподзолени, а на юг и югозапад – слабо излужени и типични черноземи. На североизток са разпространени светлосивите и сивите горски почви, а по долините на реките – ливадни черноземи и алувиални почви.
Голяма част от Пензенска област попада в зоната на лесостепите. Горите заемат 20% от нейната територия. Основните горски масиви са съсредоточени на изток, като преобладават боровите и широколистните гори с господство на дъба. На север и североизток са развити предимно липови и брезово-липови гори, а в лесостепите като отделни малки масиви се срещат клен, липа, осика, ясен. По долините на Сура и Мокша има обширни борови масиви. Животинския свят е представен от полски плъх, лисица, норка, хермелин, светъл и черен пор, бурсук, лос, заек, бялка, бобър, ондатра и др.

## Население
На 1 януари 2018 г. населението на Пензенска област наброява 1 331 621 души (35-о място в Руската Федерация, 0,91% от нейното население). Гъстота 30,72 души/km2. Градско население 68,86%. При преброяването на населението на Русия през 2010 г. етническият състав на областта е бил следния: руснаци 1 165 668 души (86,8%), татари 86 431 (6,4%, мордовци 54 703 (4,1%), чуваши 8595 (0,7%) и др.

## Административно-териториално деление
В административно-териториално отношение Пензенска област се дели на 3 областни градски окръга, 27 муниципални района, 11 града, в т.ч. 3 града с областно подчинение (Заречни, Кузнецк и Пенза) и 8 града с районно подчинение и 16 селища от градски тип.
| Административна единица | Площ (km2) | Население (2018 г.) | Административен център | Население (2018 г.) | Разстояние до Пенза (в km) | Други градове и сгт с районно подчинение |
| ----------------------- | ---------- | ------------------- | ---------------------- | ------------------- | -------------------------- | ---------------------------------------- |
| Областни градски окръзи |            |                     |                        |                     |                            |                                          |
| 1. Заречни              | 124        | 64 982              | гр. Заречни            | 64 982              | 12                         |                                          |
| 2. Кузнецк              | 23         | 83 400              | гр. Кузнецк            | 83 400              | 121                        |                                          |
| 3. Пенза                | 288        | 523 726             | гр. Пенза              | 523 726             |                            |                                          |
| Муниципални райони      |            |                     |                        |                     |                            |                                          |
| 1. Башмаковски          | 1618       | 20 708              | сгт Башмаково          | 10 134              | 171                        |                                          |
| 2. Бековски             | 1016       | 15 393              | сгт Беково             | 6319                | 154                        |                                          |
| 3. Белински             | 2124       | 24 548              | гр. Белински           | 7843                | 129                        |                                          |
| 4. Бессоновски          | 1220       | 48 666              | с. Бессоновка          | 11 408              | 13                         |                                          |
| 5. Вадински             | 1040       | 8454                | с. Вадинск             | 4891                | 153                        |                                          |
| 6. Городищенски         | 2053       | 49 036              | гр. Городище           | 7951                | 48                         | гр. Сурск, Чаадаевка                     |
| 7. Заметчински          | 2103       | 21 175              | сгт Заметчино          | 9736                | 207                        |                                          |
| 8. Исински              | 926        | 9812                | сгт Иса                | 5147                | 98                         |                                          |
| 9. Каменски             | 2206       | 56 249              | гр. Каменка            | 36 566              | 75                         |                                          |
| 10. Камешкирски         | 1270       | 11 398              | с. Руски Камешкир      | 5209                | 113                        |                                          |
| 11. Колишлейски         | 1685       | 23 554              | сгт Колишлей           | 7907                | 71                         |                                          |
| 12. Кузнецки            | 2071       | 37 363              | гр. Кузнецк            |                     | 121                        | Верхозим, Евлашево                       |
| 13. Лопатински          | 1446       | 13 152              | с. Лопатино            | 4392                | 96                         |                                          |
| 14. Лунински            | 1705       | 18 633              | сгт Лунино             | 7797                | 50                         |                                          |
| 15. Малосердобински     | 1101       | 8886                | с. Малая Сердоба       | 4368                | 107                        |                                          |
| 16. Мокшански           | 2224       | 26 622              | сгт Мокшан             | 11 569              | 44                         |                                          |
| 17. Наровчатски         | 957        | 10 471              | с. Наровчат            | 4199                | 149                        |                                          |
| 18. Неверкински         | 985        | 14 241              | с. Неверкино           | 4376                | 162                        |                                          |
| 19. Нижнеломовски       | 1764       | 38 532              | гр. Нижни Ломов        | 21 189              | 109                        |                                          |
| 20. Николски            | 2512       | 31 033              | гр. Николск            | 21 056              | 120                        | Сура                                     |
| 21. Пачелмски           | 1319       | 14 900              | сгт Пачелма            | 7854                | 146                        |                                          |
| 22. Пензенски           | 2844       | 59 071              | с. Кондол              | 3789                | 51                         | Золотаревка                              |
| 23. Сердобски           | 1722       | 49 463              | гр. Сердобск           | 32 554              | 111                        |                                          |
| 24. Сосновоборски       | 1567       | 15 186              | сгт Сосновоборск       | 6084                | 147                        |                                          |
| 25. Спаски              | 693        | 11 754              | гр. Спаск              | 7178                | 162                        |                                          |
| 26. Тамалински          | 1236       | 14 507              | сгт Тамала             | 6745                | 173                        |                                          |
| 27. Шемишейски          | 1595       | 16 611              | сгт Шемишейка          | 6592                | 47                         |                                          |

|  | Тази страница частично или изцяло представлява превод на страницата „Административно-территориальное деление Пензенской области“ в Уикипедия на руски. Оригиналният текст, както и този превод, са защитени от Лиценза „Криейтив Комънс – Признание – Споделяне на споделеното“, а за съдържание, създадено преди юни 2009 година – от Лиценза за свободна документация на ГНУ. Прегледайте историята на редакциите на оригиналната страница, както и на преводната страница, за да видите списъка на съавторите. ВАЖНО: Този шаблон се отнася единствено до авторските права върху съдържанието на статията. Добавянето му не отменя изискването да се посочват конкретни източници на твърденията, които да бъдат благонадеждни. |

## Родени в областта
- Евгений Родионов (1977 – 1996), редник от Въоръжените сили на Русия. Подложен е на жестоки мъчения, но отказва да смени православната си вяра за ислям в замяна на свободата си, за което е зверски екзекутиран.
- Виктор Скумин (р. 1948), професор, общественик и просветен деец.[5][6][7]

## Селско стопанство
Отглежда се едър рогат добитък, свине, овце, кози, зърнени, фуражни култури, картофи, зеленчуци.
| хиляди хектара | 2630 | 2229,6 | 1945,3 | 1487,3 | 1258,2 | 1169,1 | 1304,1 |